# Le Peletier (stanice metra v Paříži)
Le Peletier je nepřestupní stanice pařížského metra na lince 7 v 9. obvodu v Paříži. Nachází se na křižovatce ulic Rue La Fayette, pod kterou vede linka metra, a Rue de la Victoire.

## Historie
První úsek linky 7 byl zprovozněn 5. listopadu 1910 mezi stanicemi Opéra a Porte de la Villette. Stanice Le Peletier byla ale pro veřejnost otevřena až 6. června 1911.

## Název
Jméno stanice je odvozeno od názvu nedaleké ulice Rue Le Peletier. Louis Le Peletier de Morfontaine (1730-1799) byl purkmistrem v letech 1784-1789. Jeho jménem byla pojmenována zdejší budova opery Opéra Le Peletier, postavená roku 1823 a zbořená roku 1873.

## Vstupy
Stanice má jen jeden vchod, který je vybaven původní lampou typu Val d'Osne (na rozdíl od mnohem rozšířenějších lamp Dervaux). Stanice metra jimi byly vybavovány v letech 1909-1923, ale postupem doby byly nahrazeny, takže dnes se jich dochovalo jen málo.